# 易安迪
易安迪（中文稱易安迪）是美國鐵路機車製造廠商之一，曾為通用汽車（GM）的子公司，其產品銷售營業額在鐵路機車公司中居全球第二（第一位是通用電氣）。

## 历史

EMD舊標識

公司成立於1922年，至1980年代中期為通用汽车所收購，2005年GM把EMD售予兩家民營风险投资公司，分别为Berkshire Partners LLC及Greenbriar Equity Group LLC，当时交易价格为2.01亿美元。2010年6月，全球最大建筑设备制造商卡特彼勒透過旗下的Progress Rail以8.20亿美元的价格从上述两家公司收购了EMD，以进一步扩张其在铁路领域的业务。

## 產品
- EMD GP38-2
- EMD SW8
- DDA40X型柴油機車
- 臺鐵R20型柴電機車
- 臺鐵R100型柴電機車
- 臺鐵R150型柴電機車
- 台鐵R180、R190型柴電機車
- 台鐵S200型柴電機車
- 台鐵S300型柴電機車
- 台鐵S400型柴電機車
- 原九鐵G12型柴油機車（美國設計，澳洲製造）
- 港鐵G16型柴油機車（其中一輛在澳洲製造）
- 港鐵G26型柴油機車

## 外部連結
- EMD主頁 （页面存档备份，存于） （英文）
- EMD中國